# Harry Souttar
Harry Souttar, né le 22 octobre 1998 à Aberdeen en Écosse, est un footballeur international australien qui évolue au poste de défenseur central au Leicester City.

## Biographie

### En club
Né à Aberdeen en Écosse, Harry Souttar est formé par le Dundee United, club avec lequel il fait ses débuts en professionnel.
En 2016, il rejoint le club de Stoke City.
Le 24 janvier 2018, il est prêté à Ross County jusqu'à la fin de la saison.
Le 30 janvier 2019, il est cette fois prêté à Fleetwood Town. Il est à nouveau prêté à ce club pour la saison 2019-2020.
En février 2021, Souttar prolonge son contrat avec Stoke City.
Le 31 janvier 2023, Harry Souttar rejoint Leicester City, qui lutte alors pour son maintien en première division. Il signe un contrat de cinq ans et demi avec les Foxes.
Le 6 août 2024, Harry Souttar rejoint Sheffield United sous la forme d'un prêt d'une saison.

### En sélection nationale
Harry Souttar représente l'Écosse dans les catégories de jeunes mais en 2019 il décide de jouer pour l'Australie, le pays de sa mère. 
Il honore sa première sélection avec l'Australie le 10 octobre 2019, en étant titularisé face au Népal lors d'une rencontre comptant pour les éliminatoires de la Coupe du monde 2022.
Il se fait remarquer lors de cette rencontre en marquant ses deux premiers buts, participant ainsi à la victoire de son équipe (5-0). Cinq jours plus tard, il réalise à nouveau un doublé pour sa deuxième sélection face au Taipei chinois (victoire 1-7 des Australiens).
Le 8 novembre 2022, il est sélectionné par Graham Arnold pour participer à la Coupe du monde 2022.

## Palmarès

### En club
- Leicester City
  - EFL Championship
    - Champion : 2024